# جائزة البحرين الكبرى

سباق جائزة البحرين الكبرى هو سباق بطولة الفورمولا واحد في البحرين برعاية طيران الخليج. أقيم السباق الأول على حلبة البحرين الدولية في 4 أبريل 2004 ودخل التاريخ باعتباره أول سباق جائزة كبرى للفورمولا واحد يقام في الشرق الأوسط وأعطيت جائزة أفضل سباق جائزة كبرى منظم من قبل الاتحاد الدولي للسيارات.
كان سباق جائزة البحرين الكبرى عادة السباق الثالث في روزنامة الفورمولا واحد. ولكن في موسم 2006 تبادلت البحرين البطولة الافتتاحية التقليدية مع أستراليا لتجنب الصدام مع دورة ألعاب الكومنولث. افتتح موسم 2010 في البحرين وسارت السيارات على الحلبة بالكامل 6.299 كيلومتر للاحتفال باليوبيل الماسي للفورمولا واحد.
في 21 فبراير تم إلغاء سباق الجائزة الكبرى عام 2011 المقرر عقده في 13 مارس بسبب الاحتجاجات وانضم للمحتجين السائقان ديمون هيل ومارك ويبر.
نشطاء دعوا إلى إلغاء سباق 2012 بسبب تقارير عن انتهاكات مزعومة لحقوق الإنسان ترتكبها السلطات البحرينية. أعرب أفراد الفريق أيضا عن مخاوفهم بشأن السلامة ولكن السباق عقد كما هو مقرر في 22 أبريل 2012.
أقيم سباق 2014 تحت الاضواء الكاشفة. أصبح السباق الثاني للفورمولا واحد بعد سباق الجائزة الكبرى في سنغافورة الذي يحتفل بالذكرى العاشرة لانطلاق أول سباق جائزة كبرى. فاز لويس هاملتون بالسباق.
بعد وقت قصير من سباق فبراير 2014 أعلن منظمو سباق الجائزة الكبرى للبحرين قرار تسمية الزاوية الأولى من المسار الشهير باسم بطل الفورميلا واحد سبع مرات السائق الألماني السابق مايكل شوماخر تكريما لإنجازاته وأيضا لدعمه بعد تعرض السائق لحادث تزلج خطير أواخر ديسمبر 2013. وقد حضر 85 ألف متفرج السباقات.

## التاريخ
بدأ بناء حلبة البحرين الدولية في الصخير في عام 2002 مع فائدة محلية عالية عن المشروع لأنه أعطى المستقبل للجيل القادم من المتسابقين البحرينيين. البحرين لقت منافسة شرسة من أماكن أخرى في المنطقة لاستضافة سباق الفورميلا واحد مع مصر ولبنان والإمارات العربية المتحدة. قبل الانتهاء من المشروع أصبحت الحلبة مركز رياضة السيارات في الخليج العربي كما عقدت العديد من السباقات الأخرى مثل سباقات السحب وسباقات فورميلا ثلاثة وسباقات سوبر كار الأسترالية.
أقيم السباق الأول في عام 2004 وفاز في السباق السائق الألماني مايكل شوماخر لفريق فيراري. فاز الإسباني فرناندو ألونسو بسباق جائزة البحرين الكبرى الثاني لرينو في عام 2005 ثم كرر نفس الانتصار في عام 2006 مع رينو بعد سباق مثير مع مايكل شوماخر. في عامي 2007 و2008 فاز البرازيلي فيليبي ماسا سائق فيراري بالسباق. شهد عام 2009 فوز جنسون باتون لبراون جي بي. بعد انتصار عام 2010 أصبح ألونسو أول فائز بالسباق لثلاث مرات.
شهد سباق عام 2010 تشكيل دائرة جديدة تستخدم للمرة الأولى في سباقات الجائزة الكبرى فقد استخدم تخطيط تحمل حلبة وتمتد طول اللفة 6.299 كم (3.914 ميل). المسار عادت إلى التخطيط الأصلي في سباق 2011 و2012.

### إلغاء سباق 2011
في 21 فبراير 2011 أعلن أن سباق الجائزة الكبرى البحرين لعام 2011 المقرر عقده في 13 مارس ألغي بسبب الاحتجاجات البحرينية عام 2011. وفي 3 يونيو قرر الاتحاد الدولي للسيارات إعادة جدولة السباق في 30 أكتوبر. دعا بطل العالم السابق دامون هيل لعدم إعادة الجدولة زاعما بأنه سيكون دعما لأساليب السلطة القمعية وقال بيرني ايكلستون لهيئة الإذاعة البريطانية في مقابلة: (نأمل أن يعود السلام والهدوء ويمكن أن نعود في المستقبل ولكن بالطبع لن يكون هناك إعادة جدولة الجدول الزمني دون موافقة المشاركين). وبعد أسبوع من قرار إعادة جدولة السباق أعلنت الفورمولا واحد إلغاء السباق 2011.

### جدل 2012
دعا نشطاء حقوق الإنسان إلى إلغاء سباق الجائزة الكبرى في البحرين عام 2012 التي وقعت في 22 أبريل بسبب تقارير عن استمرار استخدام القوة المفرطة من جانب السلطات والتعذيب أثناء الاحتجاز. وفي 9 أبريل 2012 ذكرت صحيفة الجارديان أنه وفقا لعضو بارز لم تذكر اسمه من الفرق قال «فرق الفورمولا واحد تريد من الهيئة الحاكمة لهذه الرياضة إلغاء أو على الأقل تأجيل سباق جائزة البحرين الكبرى لزيادة المخاوف التي تتعلق بالسلامة وسط الاحتجاجات الجارية في المملكة. أشعر بعدم الارتياح جدا من الذهاب إلى البحرين. أنا صريح جدا والطريقة الوحيدة التي يمكن إقامة هذا السباق دون حوادث هو أن يكون هناك تأمين عسكري كامل. وأعتقد أن هذا لن يكون مقبولا سواء بالنسبة للفورميلا واحد والبحرين. لكنني لا أرى أي طريقة أخرى نتستطيع أن تفعل ذلك».
في هذا السياق أطلق مجهول في 21 أبريل 2012 عملية بحرين أوب بتهديد المشاركين في الفورمولا واحد بالهجوم إلكترونيا في حال المضي قدما بإقامة سباق جائزة البحرين الكبرى. بعد ساعات قرصن متسللين مجهولين موقع F1-racers.net.
عادت الجائزة الكبرى في عام 2012 واستخدمت 15 زاوية في حلبة سباق الجائزة الكبرى كما كان في عام 2009 بدلا من المستخدم في 2010.

## الخصائص
حلقة مميزة وتم انتقادها لعدم معاقبة السائقين الذين يخرجون خارج المسار بطيش. ومع ذلك فإنها تميل إلى منع الرمال وجعل البحرين أحد أسلم المسارات في العالم.
على الرغم من أن المشروبات الكحولية قانونية في البحرين فإن السائقين لا يرشون الشمبانيا التقليدية على المنصة وبدلا من ذلك فإنهم يرشون شراب ماء الورد غير الكحولي.

## الرعاة
- 2004-2010، 2012-: طيران الخليج.

## الفائزين في سباق جائزة البحرين الكبرى

### الفائزين المكررين (السائقين)
السائقون الحاليون بالخط العريض.
| عدد الفوز | السائق         | السنوات                      |
| --------- | -------------- | ---------------------------- |
| 5         | لويس هاملتون   | 2014، 2015، 2019، 2020، 2021 |
| 4         | سباستيان فيتل  | 2012، 2013، 2017، 2018       |
| 3         | فرناندو ألونسو | 2005، 2006، 2010             |
| 2         | فيليبي ماسا    | 2007، 2008                   |
| 2         | ماكس فيرستابين | 2023، 2024                   |

### الفائزون المكررون (الصانعون)
الصانعون الحاليون بالخط العريض.
| عدد الفوز | الصانع       | السنوات                                  |
| --------- | ------------ | ---------------------------------------- |
| 7         | فيراري       | 2004، 2007، 2008، 2010، 2017، 2018، 2022 |
| 6         | مرسيدس جي بي | 2014، 2015، 2016، 2019، 2020، 2021       |
| 4         | ريد بول      | 2012، 2013، 2023، 2024                   |
| 2         | رينو         | 2005، 2006                               |

### الفائزون حسب السنوات
| السنة | السائق         | الصانع             | التكوين              | التقرير |
| ----- | -------------- | ------------------ | -------------------- | ------- |
| 2025  | أوسكار بياستري | فريق ماكلارين      |                      |         |
| 2024  | ماكس فيرستابين | فريق ريد بلعلى     | حلبة البحرين الدولية | التقرير |
| 2023  | ماكس فيرستابين | فريق ريد بلعلى     | حلبة البحرين الدولية | التقرير |
| 2022  | شارل لوكلير    | فريق فيراري        | حلبة البحرين الدولية | التقرير |
| 2021  | لويس هاملتون   | مرسيدس جي بي       | حلبة البحرين الدولية | التقرير |
| 2020  | لويس هاملتون   | مرسيدس جي بي       | حلبة البحرين الدولية | التقرير |
| 2019  | لويس هاملتون   | مرسيدس جي بي       | حلبة البحرين الدولية | التقرير |
| 2018  | سباستيان فيتل  | ريد بول-رينو       | حلبة البحرين الدولية | التقرير |
| 2017  | سباستيان فيتل  | ريد بول-رينو       | حلبة البحرين الدولية | التقرير |
| 2016  | نيكو روسبيرغ   | مرسيدس جي بي       | حلبة البحرين الدولية | التقرير |
| 2015  | لويس هاملتون   | مرسيدس جي بي       | حلبة البحرين الدولية | التقرير |
| 2014  | لويس هاملتون   | مرسيدس جي بي       | حلبة البحرين الدولية | التقرير |
| 2013  | سباستيان فيتل  | ريد بول-رينو       | حلبة البحرين الدولية | التقرير |
| 2012  | سباستيان فيتل  | ريد بول-رينو       | حلبة البحرين الدولية | التقرير |
| 2011  | ألغيت          | ألغيت              | حلبة البحرين الدولية | التقرير |
| 2010  | فرناندو ألونسو | فيراري             | حلبة البحرين الدولية | التقرير |
| 2009  | جنسن باتون     | براون-مرسيدس جي بي | حلبة البحرين الدولية | التقرير |
| 2008  | فيليبي ماسا    | فيراري             | حلبة البحرين الدولية | التقرير |
| 2007  | فيليبي ماسا    | فيراري             | حلبة البحرين الدولية | التقرير |
| 2006  | فرناندو ألونسو | رينو               | حلبة البحرين الدولية | التقرير |
| 2005  | فرناندو ألونسو | رينو               | حلبة البحرين الدولية | التقرير |
| 2004  | مايكل شوماخر   | فيراري             | حلبة البحرين الدولية | التقرير |

## سباقات الدعم
فورمولا بي إم دبليو آسيا دعمت سباق جائزة البحرين الكبرى في عام 2004 مع سائق من هونغ كونغ وهو مارتشي لي بالفوز بجولتين. ولكن حدثت مشاكل لوجستية بعد السباق عندما تأخرت السيارات في السفر إلى ماليزيا مما تم اعتبارهم في عداد المفقودين واضطروا إلى إعادة جدولة ما تبقى من الموسم. الفورمولا بي إم دبليو آسيا غير معتمدة في سباق جائزة البحرين الكبرى منذ ذلك العام ولكن أقيم أول سباق نهائي عالمي لفورمولا بي إم دبليو في البحرين. دعمت سيارات بورش سباقات 2005 و2006 و2007 و2008. أقيمت سباقات جي بي تو في عام 2007 وعقد سباق المشاهير في عام 2006 بوجود سيمون ويب.
أقيمت العديد من السباقات منها جي بي تو آسيا وسلسلة سبيد كار وسلسلة السيارة الأسترالية شيفروليه لومينا.

## الإعفاء من التأشيرات
بالإضافة إلى مواطني ومقيمي دول مجلس التعاون لدول الخليج العربية ومواطني 37 دولة مؤهلون للحصول على تأشيرة لدى وصوله البحرين كما يسمح لمواطني البرازيل وتشيلي وقبرص وهنغاريا والهند وبنما وجنوب أفريقيا وتايوان وفنزويلا الحاصلون على تذاكر سباق الجائزة الكبرى الحصول على تأشيرة دخول عند وصوله خلال هذا الحدث. المواطنين من البلدان الأخرى يتوجب عليهم الحصول على ضامن (مؤسسة تجارية بحرينية أو فرد بحريني) للحصول على تأشيرة دخول.

## نسخ جائزة البحرين الكبرى
- جائزة البحرين الكبرى 2004
- جائزة البحرين الكبرى 2005
- جائزة البحرين الكبرى 2006
- جائزة البحرين الكبرى 2007
- جائزة البحرين الكبرى 2008
- جائزة البحرين الكبرى 2009
- جائزة البحرين الكبرى 2010
- جائزة البحرين الكبرى 2011
- جائزة البحرين الكبرى 2012
- جائزة البحرين الكبرى 2013
- جائزة البحرين الكبرى 2014
- جائزة البحرين الكبرى 2015
- جائزة البحرين الكبرى 2016
- جائزة البحرين الكبرى 2017
- جائزة البحرين الكبرى 2018
- جائزة البحرين الكبرى 2019
- جائزة البحرين الكبرى 2020
- جائزة البحرين الكبرى 2021
- جائزة البحرين الكبرى 2022
- جائزة البحرين الكبرى 2023

## مقالات ذات صلة
- حلبة البحرين الدولية
- السياحة في البحرين